# Basket Case 2
Basket Case 2 er en amerikansk film fra 1990 af Frank Henenlotter.

## Medvirkende
- Kevin Van Hentenryck som Duane Bradley
- Annie Ross som Granny Ruth
- Kathryn Meisle som Marcie Elliott
- Heather Rattray som Susan Smoeller
- Jason Evers som Lou
- Ted Sorel som Phil
- Beverly Bonner som Casey
- Matt Mitler som Arty